# 기아 K2
기아 K2(Kia K2)는 기아의 소형차로, 프라이드(UB)의 플랫폼을 공유한다.

## 1세대(QB)

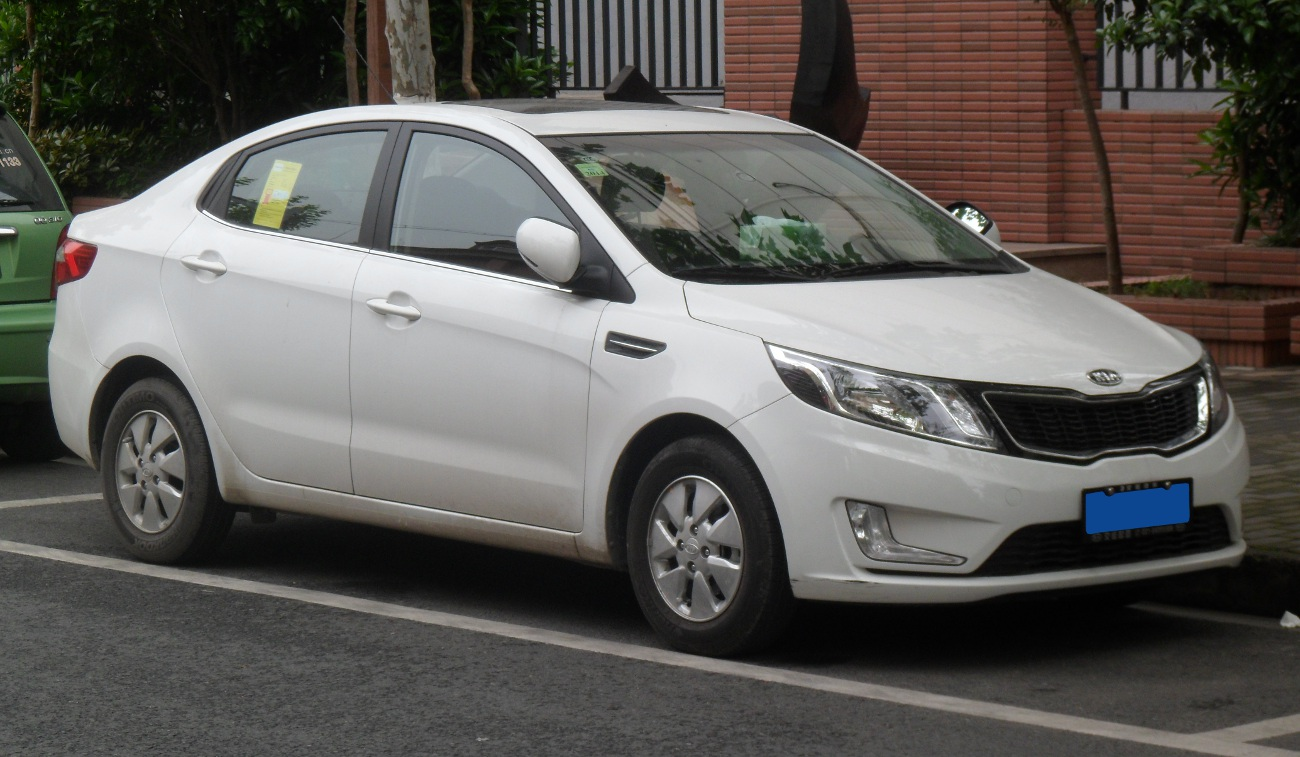
기아 K2 (전기형, 세단) 정측면

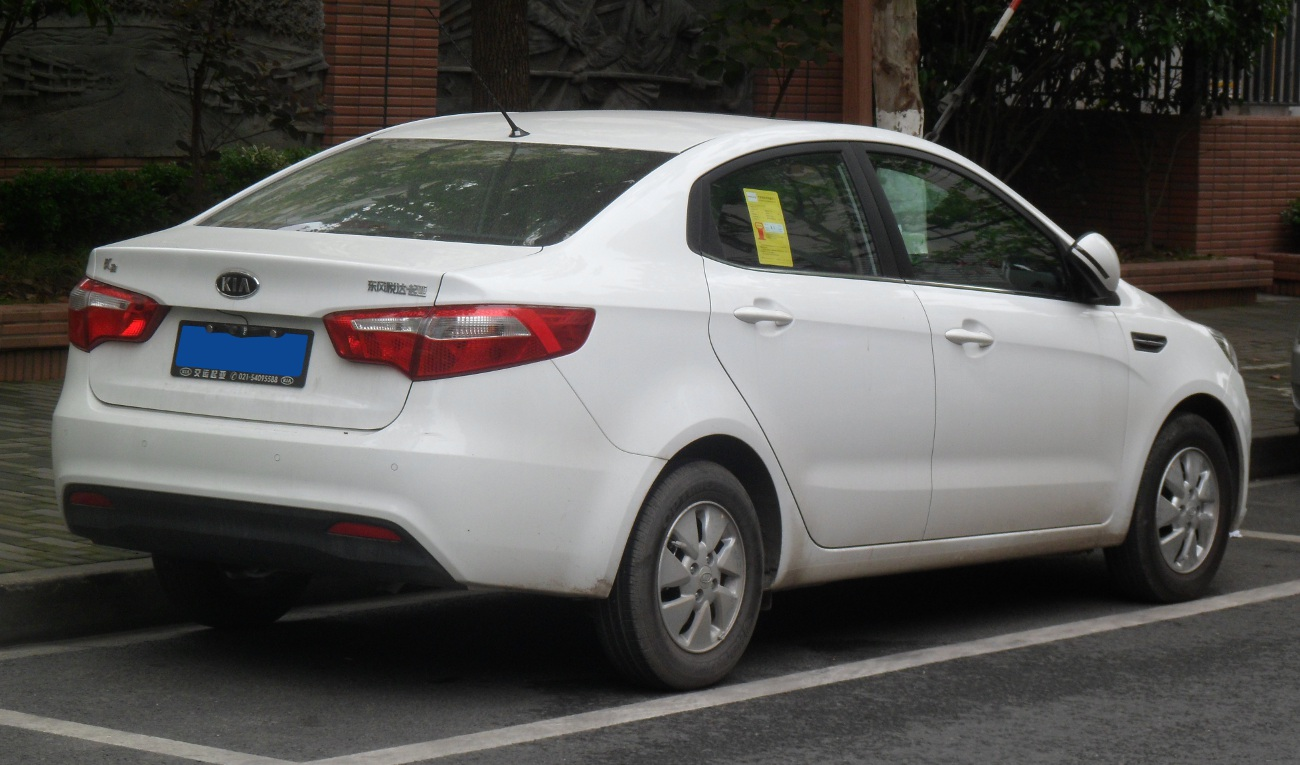
기아 K2 (전기형, 세단) 후측면

2011년 4월에 개최된 상하이 모터쇼에서 처음 공개되었으며, 그해 7월에 출시된 K2는 중국 시장을 공략하기 위해 개발되었다. 중국 외에 러시아에서 판매되며, 러시아에서의 차명은 과거 기아자동차의 소형차이자, 기존 프라이드(JB)부터의 수출명으로도 쓰이는 리오이다. 대한민국과 미국, 유럽 등에서는 판매되지 않는다. 헤드 램프와 라디에이터 그릴과 알루미늄 휠 등은 K5를 닮았다.

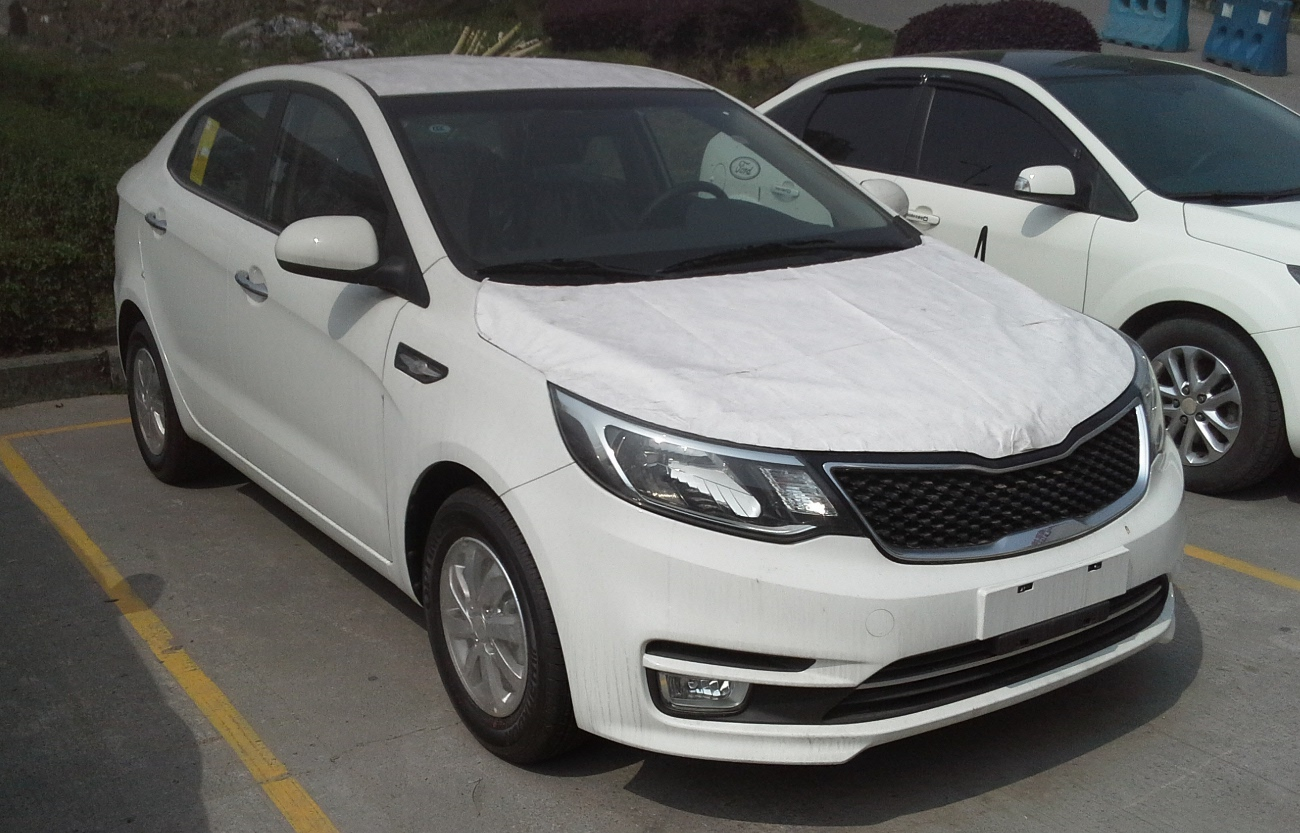
기아 K2 (후기형, 세단) 정측면
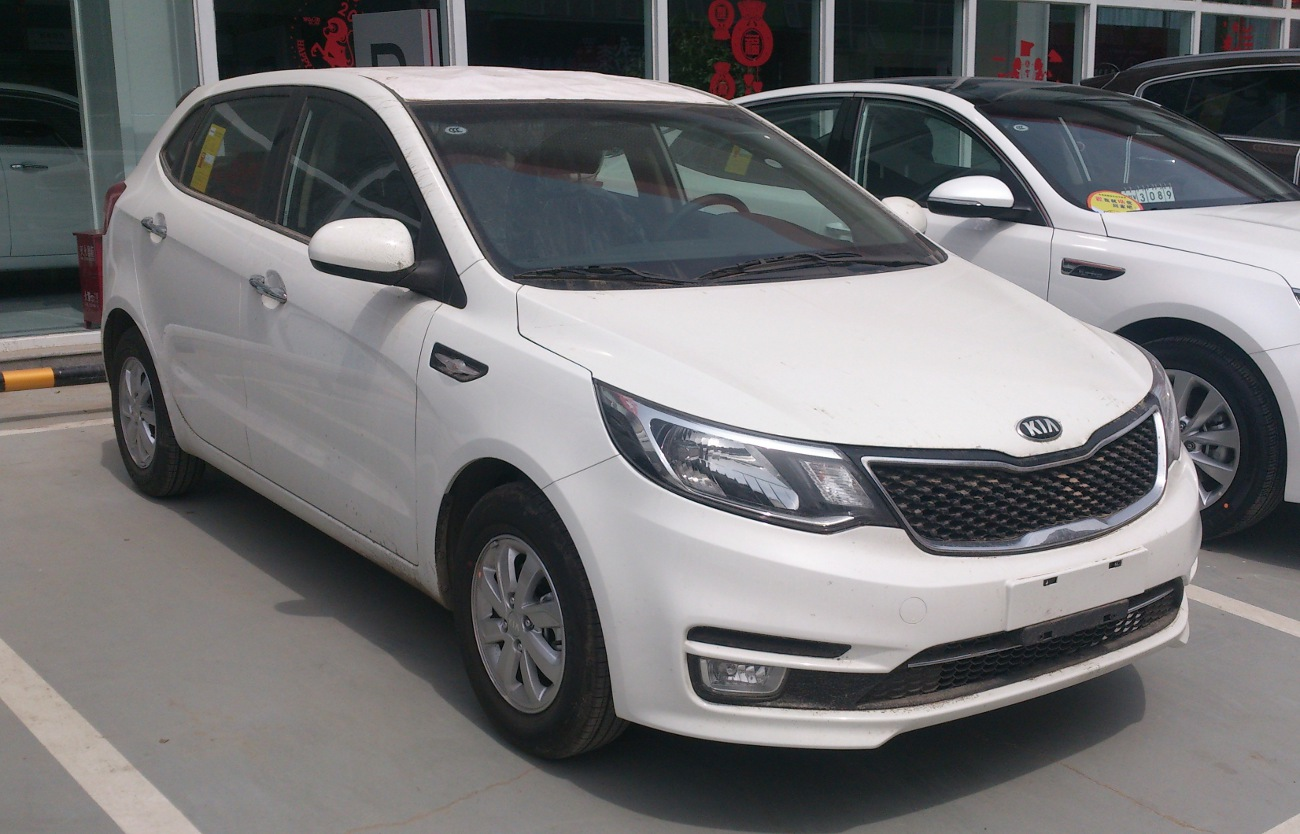
기아 K2 (후기형, 해치백) 정측면

## 제원
- 전장(mm) : 4,370
- 전폭(mm) : 1,700
- 전고(mm) : 1,460
- 축거(mm) : 2,570
- 윤거(전, mm) : 1,489
- 윤거(후, mm) : 1,493
- 승차정원 : 5명

| 구분               | 1.4 가솔린 | 1.6 가솔린 |
| ------------------ | ---------- | ---------- |
| 연료               | 가솔린     | 가솔린     |
| 배기량(cc)         | 1,396      | 1,591      |
| 최고출력(ps/rpm)   | 107/6,300  | 123/6,300  |
| 최대토크(kg*m/rpm) | 13.7/5,000 | 15.8/4,200 |

## 같이 보기
기아 K4